# 清・シク戦争
清・シク戦争（しん・シクせんそう、ドーグリー語：चीन-शीख युद्ध、英語：Sino-Sikh War）は、1841年5月から1842年9月（あるいは8月）にかけて、中国の清朝およびチベットと北インドのシク王国との間で行われた戦争。
シク軍がシク王国の封臣だったジャンムーのドーグラー朝の軍勢を主体としていたため、ドーグラー戦争（Dogra War）とも呼ばれる。ここではドーグラー軍も一括してシク軍として扱っている。

## 背景

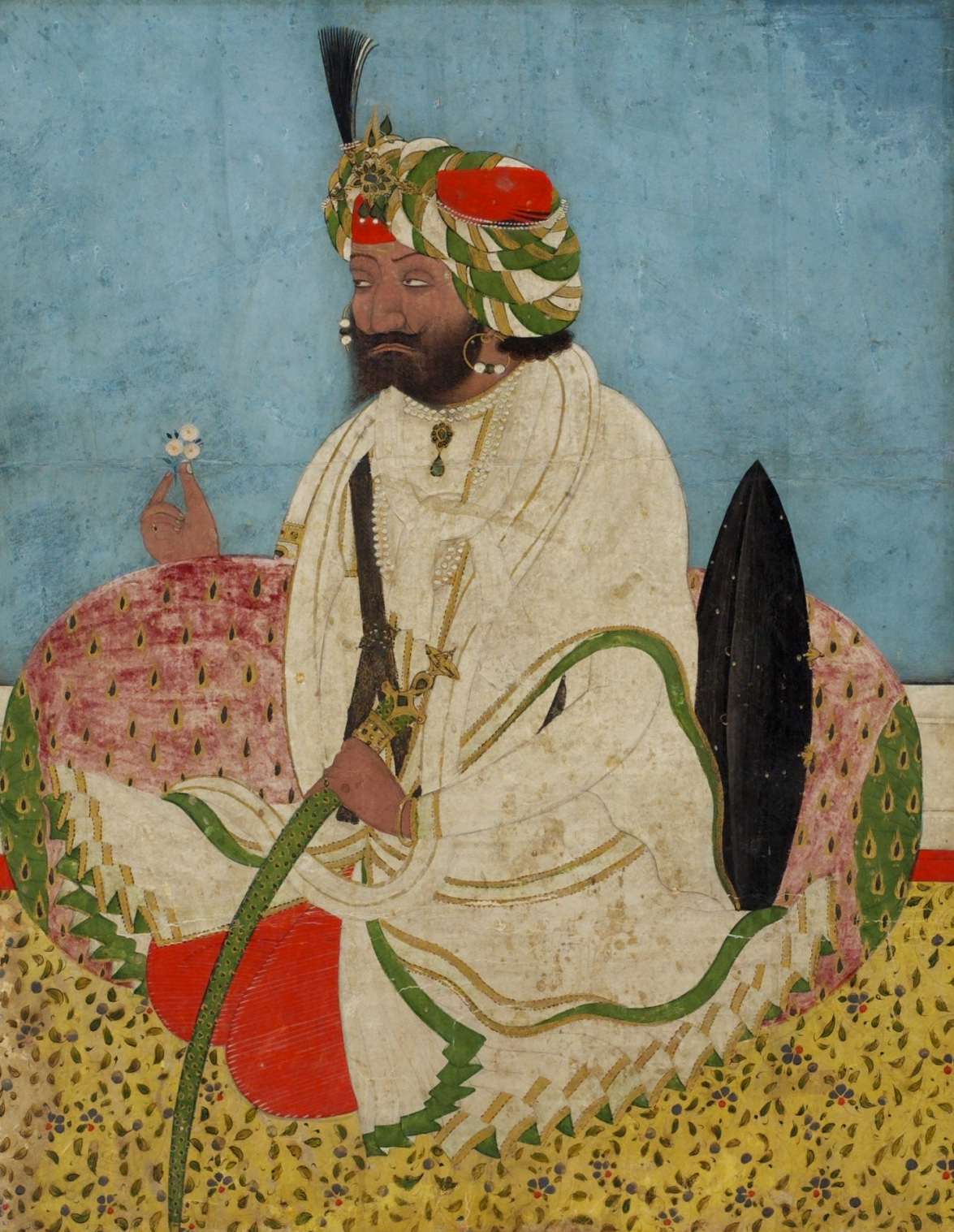
グラーブ・シング

18世紀以降、清朝はジュンガルを清・ジュンガル戦争で破り、チベットを支配下に入れていた。19世紀になっても清の支配は覆らず続いたが、同世紀初頭にヒマラヤ山脈の南、パンジャーブ地方にシク王国が成立していた。
1808年、シク王ランジート・シングはヒンドゥーのラージプート・ドーグラー朝の支配していたジャンムーを征服した。その後、ドーグラー朝はジャンムーの領主として、シク王国の封臣になった。
1834年、ドーグラー王グラーブ・シングがラダックに侵入してこれを併合、その住民の多くがチベットに亡命した。この結果、チベットとラダックを走る交易路が切断された。夭逝したダライ・ラマ10世の治世晩年の話である。

## 戦争の経過

### シク軍のチベット侵攻
当時、シク王国の武将ゾーラーワル・シングはラダックに駐屯しており、バルティスターンを征服した。彼はバルティー人を軍隊に引き入れ、軍はドーグラーのジャンムー、キシュトワール、ラダックからの兵士がそろっていた。その軍勢は5,000から6,000に及び、1841年5月に3つの縦隊に分けられ、チベットに向けて侵攻した。ゾーラーワル・シングはチベットの防衛が弱いことを知っていた。この時期はダライ・ラマ空位の時期でもあった。そして、ゾーラーワル・シングに指揮された軍勢はチベット西部のガリ地区に侵入し、戦争が勃発した。

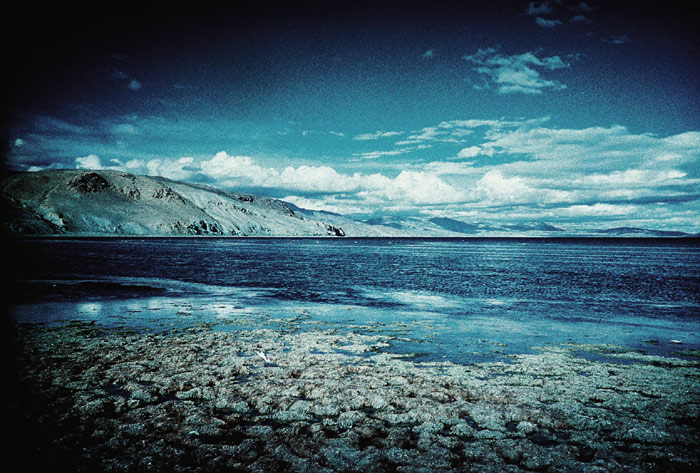
マーナサローワル湖

縦隊の1つはラダックの王子ノノ・サンガムに率いられ、インダス川からその水源であるマーナサローワル湖に向かった。グラーム・ハーンが率いた300の縦隊はインダス川の南、カイラーシュ山脈に沿って進んだ。ゾーラーワル・シング自身は3,000の軍勢を率い、広大で美しいパンゴン湖に位置する高原に沿って進んだ。彼らは武器の品質のおかげもあって、侵攻をうまく進めたが、チベット人はゲリラ戦術と地元の地形の知識を生かして抵抗した。
チベット人の抵抗を席巻したのち、3つの縦隊はマーナサローワル湖を越え、ガルに駐在していたチベット軍を破り、その地を支配下に置いた。チベット軍の司令官はタクラコートに逃げたが、同年9月6日にゾーラーワル・シングはその城を急襲した。そのとき、チベットの使節がネパール王国の王の代理としてきた。タカラコートからネパール王国までわずか15マイルであった。
シク王国の軍勢はダバ、トゥリン、ルトク、ガルトク、タクラコートの都市を占領した。ゾーラーワル・シングは都市に守備隊を置き、占領地を支配するために行政を敷いた。一方、パンジャーブにはイギリスの使節が赴き、ネパールが清軍に援助を求めている間に、軍を撤退するようにシク王に圧力をかけた。
タクラコートの陥落を聞いた清の駐藏大臣・孟保はラサにおり、シク軍に対抗するためには増援が必要であると悟ったが、本国からは援軍が送られてくることはなかった。清はイギリスとのアヘン戦争のため援軍を派遣することができなかったのである。シク軍にガリ地方、ルトク地方の市街が占領されたのち、チベット軍は反撃したが、ラダックで敗れた。ラダックでの敗戦ののち、同年秋にチベット政府はスルカン・ツェテン・ドルジェ（スルカンパ・ツェテンドルジェ）、ドカルワの二大臣を将軍に選んで応戦した。

### 清・チベット軍の反撃、ゾーラーワル・シングの死
ゾーラーワル・シングと彼の従者はマーナサローワル湖とカイラーシュ山に巡礼に向かっていた。彼は道に沿って小さな砦と監視体制を構築したことにより、450マイル以上の荒れ果てた地形に彼の通信と供給ラインを延長していた。タクラコート付近にチタン城が立てられ、そこにはメーター・バスティー・ラームが500の兵、8、9門の大砲とともに置かれていた。
だが、冬季に入ると道に雪が積もり峠は通行不能になり、ゾーラーワル・シングの細心の心配にもかかわらず、そのような長い距離に渡ってのシク軍への供給は失敗に終わった。
雨、雪と雷と相まって強烈な寒さは数週間にわたって続き、兵士の多くが凍傷に罹って手や足の指を失った。幾人かは自分自身を暖めるために自分のマスケット銃の木製の部品を焼いて寒さをしのいだ。また、幾人かは寒さに耐えきれずに餓死した。チベット軍、漢族からなる清軍はこの機を逃さず、シク軍が籠るチタン城を攻撃するために進軍した。
同年12月12日、ゾーラーワル・シングとその軍勢は清・チベット軍と激突した。だが、両軍が戦火を交えると、早くもラージプートの武将が右肩を負傷したが、彼は左手に剣を持ち替えて戦った。チベットの騎兵はシク軍の陣地に攻撃を仕掛け、そこにいたゾーラーワル・シングの腰を槍で貫いた。彼は負傷し、逃げることもできず、馬から引きずり降ろされ、首を斬られた。
この戦闘でシク軍のチベット侵略は事実上終わり、シク兵300人が殺害され、700人が捕虜となった。スルカン・ツェテン・ドルジェ将軍は英雄に祭り上げられ、その勇戦は長い間チベット西部住民の語り草となった。

### ラダック方面への攻撃、シク軍の反撃
チベット政府は将軍シャタ・ワンチュク・ギェルポ（シェーダ・ワンチュクゲルポ）とウー・ツァン地方の兵を後詰めとして派遣して反撃を強め、ガリをようやく奪還した。ダライ・ラマ11世が即位したころの話である。シク軍はすぐにラダックに引き上げたが、清・チベットの軍勢はレーからわずか1日の地点まで追撃した。
清・チベットの軍勢はほかのシクの守備兵が拠る砦を一掃しながら、ラダックに進撃していた。しかしながら、メーター・バスティー・ラームの軍がチタンで数週間の包囲にたたされていたものの、その前にメーター・バスティー・ラームは240の兵とともにヒマラヤ山脈を横切ってイギリスの拠点であるアルモーラーに向かっていた。
清・チベット軍がレーを包囲し、戦いを仕掛けたとき、ジャンムーから援軍として来ていたディーワーン・ハリ・チャーンドとワズィール・ラトヌン指揮下の援軍が包囲軍を撃退した。
また、シク軍は川をせき止め、清・チベット軍の籠る要塞が水浸しになった。また、清・チベット軍はチュシュルに追いやられ、チュシュルで戦いとなった（1842年8月）。このチュシュルの戦いはシク軍の勝利に終わり、ゾーラーワル・シングの敵を討つことができた形となった。
刀、槍、マスケット銃で武装した清・チベット軍は、イギリス人との接触で大砲、銃などが近代化されたシク軍の強力な兵器に歯が立たなかったのである。軍勢はガリに撤退せざるを得ず、何人かの将校は捕虜となり、レーに連れ去られた。
だが、シクの軍勢もラダックでは危なかった。というのは、厳しい気候条件は高地と寒さに慣れていない兵たちにとって非常に不利であったからである。
夏が終わるころ、両軍の間でレーにおいて調停がはじまった。

## 戦争の終結とその後の影響
1842年9月16日あるいは17日、清・チベット軍とシク軍との間でラダックの中心都市レーにおいて、条約が締結された。シク王国は当時イギリスとの緊張が増しており、また清はイギリスとのアヘン戦争が終結目前に迫っていたため戦争の資金も底をつきかけていた。結ばれた条約はジャンムーのグラーブ・シングの邸宅で批准された。
このとき結ばれた条約により、清朝とシク王国は互いの国の国境を侵犯せず、干渉をしないことが定められた。また、シク王国とチベットは双方の友好関係と国境を確認し、通商の援助などについて合意した。さらに、シク王シェール・シング、ドーグラー王グラーブ・シング、チベットのダライ・ラマ11世、清の皇帝はそれぞれ個人においても友好を保つことが定められた。
その後、シク王国はランジート・シング死後の一連の内紛に苛まれ、それに介入しようとするイギリスとの関係が悪化した。シク王国はイギリスとの間で発生した戦争（シク戦争）に敗れ、1849年に消滅した。ドーグラーの王グラーブ・シングはシク戦争でイギリスに味方した功により、シク王国のカシュミール領を与えられ、ジャンムー・カシュミール藩王国の藩王となった。
他方、チベットの側では、今回の戦争で清が本国から援兵を派遣しないなど積極的な支援を行わなかったこともあって、清に対する信頼が揺らいだ。次のネパール王国とのネパール・チベット戦争でも積極的な支援を行わなかったため、清朝皇帝の「転輪聖王たる文殊皇帝」としての権威は失墜していった。